# Episodi di Trust Me (serie televisiva 2017)
La prima stagione della serie televisiva Trust Me, composta da 4 episodi, è stata trasmessa sul canale BBC One dall'8 al 29 agosto 2017.
In Italia, la stagione è stata interamente pubblicata su TIMvision il 2 agosto 2018.
| nº | Titolo originale | Titolo italiano | Prima TV UK    | Pubblicazione Italia |
| -- | ---------------- | --------------- | -------------- | -------------------- |
| 1  | Episode 1        | Episodio 1      | 8 agosto 2017  | 2 agosto 2018        |
| 2  | Episode 2        | Episodio 2      | 15 agosto 2017 | 2 agosto 2018        |
| 3  | Episode 3        | Episodio 3      | 22 agosto 2017 | 2 agosto 2018        |
| 4  | Episode 4        | Episodio 4      | 29 agosto 2017 | 2 agosto 2018        |